# بيرني سميث (لاعب دارت)
بيرني سميث (بالإنجليزية: Bernie Smith)‏ هو لاعب دارت نيوزيلندي، ولد في 31 يناير 1964 في نيوزيلندا.

## وصلات خارجية
- بيرني سميث على موقع DartsDatabase.co.uk (الإنجليزية)